# Sansonia hilutangensis
Sansonia hilutangensis is een slakkensoort uit de familie van de Pickworthiidae. De wetenschappelijke naam van de soort is voor het eerst geldig gepubliceerd in 1997 door Bandel & Kowalke.